# Hadena doubledayi
Hadena doubledayi là một loài bướm đêm trong họ Noctuidae.